# Raymundo López Mateos
Raymundo López Mateos OFM (* 4. März 1932 in Angangueo, Michoacán; † 3. April 2000) war ein mexikanischer Ordensgeistlicher und römisch-katholischer Bischof von Ciudad Victoria.

## Leben
Raymundo López Mateos trat der Ordensgemeinschaft der Franziskaner bei und empfing am 4. Juni 1955 das Sakrament der Priesterweihe.
Am 20. Dezember 1985 ernannte ihn Papst Johannes Paul II. zum Bischof von Ciudad Victoria. Der Apostolische Nuntius in Mexiko, Erzbischof Girolamo Prigione, spendete ihm am 29. Januar 1986 die Bischofsweihe; Mitkonsekratoren waren der Weihbischof in Monterrey, Alfonso de Jesús Hinojosa Berrones, und der Erzbischof von Monterrey, Adolfo Antonio Suárez Rivera.
Am 3. November 1994 nahm Johannes Paul II. seinen vorzeitigen Rücktritt an.